# Giuseppe Tartini

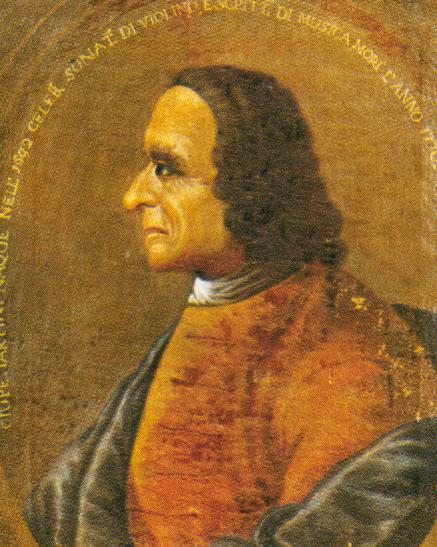
Portret van Tartini

Giuseppe Alessandro Ferruccio Tartini (Piran, 8 april 1692 - Padua, 26 februari 1770) was een Italiaanse componist, muziekpedagoog en violist. Hij was het vierde kind van Giovanni Antonio Tartini en zijn echtgenote Caterina Zangrandi. Tartini was een in heel Europa gevierd vioolvirtuoos en de oprichter van de zogenoemde Paduaanse school. Als violist lag hij aan de basis van de moderne strijkstoktechniek en was hij mogelijk de eerste die de combinatietoon ontdekte. Hij behoort met Antonio Vivaldi tot de belangrijkste vertegenwoordigers van het vioolconcert in de Italiaanse barokmuziek.

## Levensloop

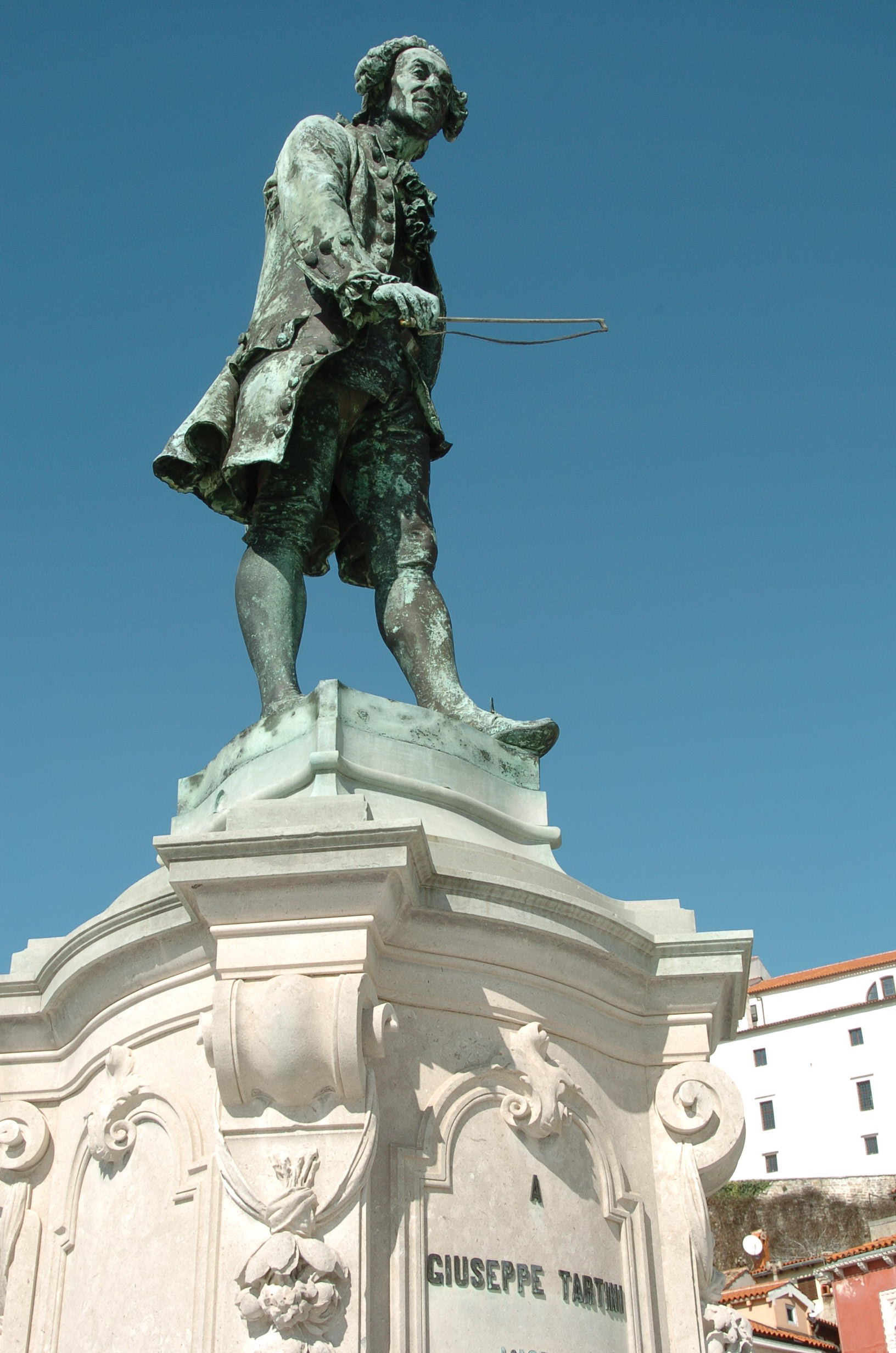
Giuseppe Tartini - standbeeld in Piran, zijn Istrische geboortestad

### Jeugd en opleiding
Tartini kreeg zijn eerste muzieklessen van geestelijken in zijn geboortestad aan de Golf van Triëst op het schiereiland Istrië. Istrië behoorde tot de Republiek Venetië. Vanaf 1708 studeerde hij rechten aan de Universiteit van Padua, waar hij ook een reputatie als vaardig schermer opbouwde. In het geheim huwde hij op 29 juli 1710 met een jongere vioolleerlinge, Elisabetta Premazore. Dat leverde hem een aanklacht van de aartsbisschop van Padua op. Hij moest vluchten en werd opgenomen in het Minorietenklooster in Assisi. Hier vervolmaakte hij zijn virtuositeit op de viool en studeerde hij muziektheorie, tot de aartsbisschop hem genade verleende. Toen hij in 1716 in Venetië Francesco Maria Veracini op de viool gehoord had, trok hij zich opnieuw in Ancona terug, om zijn vioolspel verder te verbeteren.

### Virtuoos
In 1721 werd Tartini als eerste violist aan de Basiliek di Sant'Anonio in Padua benoemd tot Maestro van de kapel. In hetzelfde jaar richtte hij een vioolschool op, waar leerlingen uit geheel Europa onderricht kregen, onder wie de Nederlander Pieter Hellendaal. Tijdens deze functie, die hij tot 1765 vervulde, had de gevierde virtuoos talrijke engagementen in meerdere Italiaanse steden, maar ook in het buitenland. Tussen 1723 en 1726 leefde hij als kamermusicus van Graaf Kinsky in Praag.

### Maestro delle nazioni
Tartini had ten minste zeventig buitengewone leerlingen uit verschillende landen, wat hem de benoeming als Maestro delle nazioni ("Leraar van de naties") opleverde. Tot zijn bekendste leerlingen behoren naast Pieter Hellendaal ook Pietro Nardini, Gaetano Pugnani, André-Noël Pagin en Johann Gottlieb Graun.

### Combinatietonen
Het fenomeen van de combinatietonen of ook tartini-tonen had Tartini al in het jaar 1714 ontdekt, maar eerst in 1754 vond hij de tijd om het op papier te zetten. In zijn Trattato di musica bespreekt hij al de hypothetische ondertoonreeks, die later door Hugo Riemann verder werd uitgewerkt.

## Composities
Tartini schreef 200 vioolconcerten. Meerdere werken bestaan uitsluitend als manuscript. In zijn reeks concerten opus 1 en sonates opus 2 valt het virtuoze solospel op. In de latere concerten - na 1740 - treedt de virtuositeit terug ten gunste van de subjectieve gevoelsuitdrukking.
Tartini componeerde ook 40 triosonates en 135 vioolsonates. Beroemd werd La Sonata del Diavolo in g klein, bijgenaamd Duivelstrillersonate, gebaseerd op de legende dat de duivel deze de componist 's nachts in het oor deed klinken. Dit verhaal droeg bij aan de populariteit die Tartini's muziek behield in de periode van de 19e-eeuwse romantiek, toen de meeste barokmuziek geheel vergeten was.

### Orkestwerken
- Symfonie in A groot, voor strijkorkest
- Symfonie in D groot, voor strijkorkest
- Sinfonia pastorale in D groot, voor strijkorkest
- Concerto grosso Nr. 3 in C-groot (naar Meneghini op. 1 Nr. 3)
- Concerto grosso Nr. 5 in e-klein (naar Meneghini op. 1 Nr. 5)
- Sonata a quatre in G groot, voor strijkorkest

### Soloconcerten met orkest
200 concerten voor viool en strijkers (tussen 1728 en 1740 gepubliceerd), waaronder:
- Concerto in C groot, voor viool en strijkers, D. 1
- Concerto in C groot, voor viool en strijkers, op. 2, Nr. 1, D. 2
- Concerto in C groot, voor viool en strijkers, op. 2, Nr. 2, D. 3
- Concerto in C groot, voor viool en strijkers, D. 4
- Concerto in C groot, voor viool en strijkers, D. 7
- Concerto in C groot, voor viool en strijkers, D. 12
- Concerto, voor viool en strijkers, D. 14
- Concerto in D groot, voor viool en strijkers, op. 1 Nr. 1, D. 15
- Concerto in D groot, voor viool en strijkers, D. 16
- Concerto in D groot, voor viool en strijkers, D. 17
- Concerto in D groot, voor viool en strijkers, op. 1 Nr. 2, D. 18
- Concerto, voor viool en strijkers, D. 19
- Concerto, voor viool en strijkers, D. 20
- Concerto in D groot, voor viool en strijkers, D. 21
- Concerto, voor viool en strijkers, D. 22
- Concerto, voor viool en strijkers, D. 23
- Concerto in D groot, voor viool en strijkers, D. 24
- Concerto, voor viool en strijkers, D. 26
- Concerto in D groot, voor viool en strijkers, D. 28
- Concerto in D groot, voor viool en strijkers, D. 30
- Concerto in D groot, voor viool en strijkers, D. 31
- Concerto in D groot, voor viool en strijkers, D. 33
- Concerto in D groot, voor viool en strijkers, D. 34
- Concerto, voor viool en strijkers, D. 39
- Concerto, voor viool en strijkers, D. 40
- Concerto, voor viool en strijkers, D. 41
- Concerto, voor viool en strijkers, D. 42
- Concerto in d klein, voor viool en strijkers, D. 43
- Concerto in d klein "Ombra diletta...", voor viool en strijkers, D. 44
- Concerto in d klein, voor viool en strijkers, D. 45
- Concerto in D groot, voor viool en strijkers, D. 45A
- Concerto in E groot, voor viool en strijkers, op. 2, Nr. 3, D. 46
- Concerto in E groot, voor viool en strijkers, D. 47
- Concerto in E groot "Rondinella vaga e bella...", voor viool en strijkers, D. 48

- Concerto in E groot, voor viool en strijkers, D. 50
- Concerto in E groot, voor viool en strijkers, D. 51
- Concerto, voor viool en strijkers, D. 54
- Concerto in e klein, voor viool en strijkers, op. 1 Nr. 3, D. 55
- Concerto in e klein, voor viool en strijkers, D. 56
- Concerto in e klein, voor viool en strijkers, D. 57
- Concerto in F groot, voor viool en strijkers, op. 1 Nr. 4, D. 58
- Concerto in F groot, voor viool en strijkers, op. 1 Nr. 5, D. 59
- Concerto in F groot, voor viool en strijkers, op. 1 Nr. 6, D. 60
- Concerto in F groot, voor viool en strijkers, D. 61
- Concerto in F groot, voor viool en strijkers, op. 2, Nr. 4, D. 62
- Concerto in F groot, voor viool en strijkers, D. 63
- Concerto in F groot, voor viool en strijkers, D. 65
- Concerto in F groot, voor viool en strijkers, D. 67
- Concerto in F groot, voor viool en strijkers, D. 68
- Concerto, voor viool en strijkers, D. 70
- Concerto, voor viool en strijkers, D. 70A
- Concerto in G groot, voor viool en strijkers, op. 1, Nr. 7, D. 71
- Concerto in G groot, voor viool en strijkers, D. 72
- Concerto in G groot, voor viool en strijkers, op. 2, Nr. 5, D. 73
- Concerto in G groot, voor viool en strijkers, D. 74
- Concerto in G groot, voor viool en strijkers, D. 75
- Concerto in G groot, voor viool en strijkers, D. 76
- Concerto in G groot, voor viool en strijkers, D. 78
- Concerto in G groot, voor viool en strijkers, D. 80
- Concerto, voor viool en strijkers, D. 82
- Concerto in G groot, voor viool, strijkers en basso continuo, D. 83
- Concerto, voor viool en strijkers, D. 84
- Concerto in g klein, voor viool en strijkers, op. 1, Nr. 8, D. 85
- Concerto in G groot, voor viool en strijkers, D. 86
- Concerto in A groot, voor viool en strijkers, op. 1 Nr. 9, D. 88
- Concerto in A groot, voor viool en strijkers, op. 1 Nr. 10, D. 89
- Concerto in A groot, voor viool en strijkers, op. 1 Nr. 11, D. 91
- Concerto in A groot, voor viool en strijkers, D. 92
- Concerto in A groot, voor viool en strijkers, D. 93
- Concerto, voor viool en strijkers, D. 94

- Concerto in A groot, voor viool en strijkers, D. 95
- Concerto in A groot, voor viool en strijkers, D. 96
- Concerto, voor viool en strijkers, D. 99
- Concerto in A groot, voor viool en strijkers, D. 101
- Concerto in A groot, voor viool en strijkers, D. 102
- Concerto in A groot, voor viool en strijkers, D. 103
- Concerto in G groot, voor viool en strijkers, D. 105
- Concerto in A groot, voor viool en strijkers, D. 107
- Concerto, voor viool en strijkers, D. 109
- Concerto, voor viool en strijkers, D. 110
- Concerto in a klein, voor viool en strijkers, op. 1, Nr. 12, D. 111
- Concerto in a klein, voor viool en strijkers, D. 113
- Concerto in a klein, voor viool en strijkers, D. 115
- Concerto in Bes groot, voor viool en strijkers, D. 116
- Concerto in Bes groot, voor viool en strijkers, D. 117
- Concerto in Bes groot "Non Sospirar, Non Piangere", voor viool en strijkers, D. 118
- Concerto in Bes groot, voor viool en strijkers, D. 123
- Concerto in b klein, voor viool en strijkers, op. 2, Nr. 6, D. 124
- Concerto in b klein, voor viool en strijkers, D. 125
- Concerto in D groot, voor dwarsfluit, strijkers en basso continuo, D. 291
- Concerto in G groot, voor dwarsfluit, strijkers en basso continuo, D. 293
- Concerto in G groot, voor dwarsfluit, strijkers en basso continuo, D. 294
- Concerto in E groot, voor viool en strijkers
- Concerto in a klein "Lunardo Venier", voor viool, strijkers en basso continuo
- Concerto in A groot, voor cello, strijkers en basso continuo
- Concerto in D groot, voor cello, strijkers en basso continuo
- Concerto in d klein, voor cello, strijkers en basso continuo
- Concerto in G groot, voor dwarsfluit, strijkers en basso continuo
- Concerto in F groot, voor dwarsfluit, strijkers en basso continuo
- Concerto à cinque in G groot, voor dwarsfluit, strijkers en basso continuo
- Concerto in D groot, voor dwarsfluit, strijkers en basso continuo
- Concerto in d klein, voor viool en strijkers
- Concerto in D groot, voor trompet, strijkers en basso continuo
- Concerto in D groot, voor viola da gamba en strijkers

### Kamermuziek
135 Viool sonates

50 Trio sonates (tussen 1745 en 1750 gepubliceerd)

32 Piccole sonates (tussen 1745 en 1760 gepubliceerd)

waaronder:

- 12 Sonatas e una pastorale, voor viool en basso continuo, op. 1
- Sonata, voor viool en basso continuo, op. 2, Nr. 1
- Sonata, voor viool en basso continuo, op. 2, Nr. 4
- Sonata, voor viool en basso continuo, op. 2, Nr. 5
- Sonata in g-klein, voor viool en basso continuo, op. 2 Nr. 7
- Sonata, voor viool en basso continuo, op. 2, Nr. 11

- Sonata in G groot, voor viool en basso continuo, op. 2, Nr. 12
- Sonata in Bes groot, voor viool en basso continuo, op. 5, Nr. 6, BBb12
- 6 Sonates, voor viool en basso continuo, op. 6, Nr. 1-6
- 10 Trio-Sonatas, voor viool en basso continuo, op. 8
- L'arte dell'arco (50 variaties over een gavotte van Arcangelo Corelli op. 5/10), voor viool
- La Sonata del Diavolo in g klein, voor viool, Bg5 (met Duivelstriller in het derde deel)
- Sonata in D groot, voor viool en basso continuo, BD19
- Sonata in A groot "dalla Chitarra Portoghese", voor viool en basso continuo, BA4

- Pastorale in A groot, voor viool in scordatura, op. 1, Nr. 13 BA16
- Sonata in Bes groot, voor viool en basso continuo, BB1
- Sonata in Bes groot "Staggion bella", voor viool en basso continuo, BBb3
- Sarabande, voor contrabas en basso continuo
- Sonata in a klein, voor viool
- Sonate del Tasso, voor viool en basso continuo
  1. Sonata XII in G groot
  2. Sonata XV in G groot
  3. Sonata XVII in D groot
  4. Sonata XIX in D groot

### Geestelijke muziek
- 1768 Miserere, voor vier, vijf en acht zangstemmen
- 1769 Stabat Mater, voor twee sopranen en alt (of countertenor)

## Publicaties
- Giuseppe Tartini: Trattato di musica secondo la vera scienza dell'armonia. Padua: G. Manfré, 1754
- Giuseppe Tartini: De' Principj dell'armonia musicale contenuta nel diatonico genere. Dissertazione. Padua 1767
- Giuseppe Tartini: Traité des Agréments de la Musique, postuum gepubliceerd in Parijs, 1771
- Giuseppe Tartini: Trattato delle Appoggiatur, 1771
- Giuseppe Tartini: Delle Ragioni e delle Proporzioni (het manuscript is verloren gegaan)
- Al in zijn leeftijden werden vele van zijn werken gedrukt en gepubliceerd van Michel-Charles Le Cène in Amsterdam, maar ook bij John Walsh in Londen en bij Le Clerc in Parijs.